# آشیکاگا یوشی‌ترو
آشیکاگا یوشی‌ترو (به ژاپنی: 足利 義輝 Ashikaga Yoshiteru)

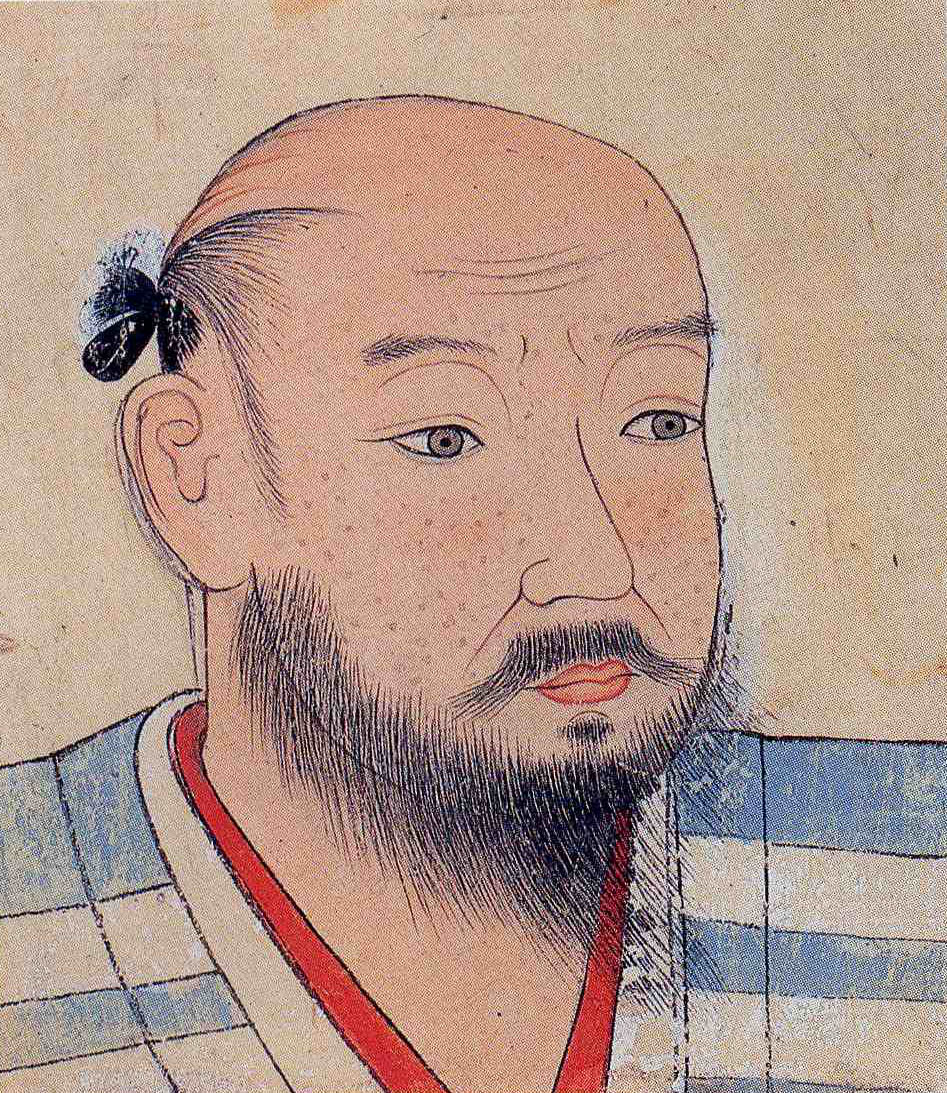
آشی‌کاگا یوشی‌ترو

(۱۵۳۶–۱۵۶۵ میلادی) سیزدهمین شوگون از شوگون‌سالاری آشیکاگا بود. او از سال ۱۵۴۶ تا ۱۵۶۵ میلادی حکمرانی کرد. پدر او آشیکاگا یوشی‌هارو دوازدهمین و برادر کوچکتر او آشیکاگا یوشی‌آکی پانزدهمین و آخرین شوگون بود. در سن یازده سالگی به شوگونی رسید.
دوازدهمین شوگون یوشی‌هارو، پس از پدرش، در سال ۱۵۴۶ بعد از یک جدال سیاسی با هوسوکاوا هاروموتو مجبور به بازنشستگی شد. یوشی‌ترو پسر او نیز به مانند پدرش در ابتدا یک شوگون دست نشانده بود. یوشی‌ترو تنها ۱۱ سال داشت که مراسم شوگونی او در خارج از کیوتو در ساکاموتو در ولایت اومی برگزار شد.
یوشی‌ترو به سختی به عنوان یک شوگون پذیرفته شد. پدر او به منظور بازگشت خود به کیوتو یک پیمان صلح با هوسوکاوا هاروموتو بست. اما میوشی ناگایوشی (از خاندان میوشی) که در خدمت هوسوکاوا هاروموتو بود از او جدا شد و به طرفداری هوسوکاوا اوجیتسونا درآمد. آنها در نهایت یوشی‌هارو و همچنین هوسوکاوا هاروموتو را از کیوتو بیرون راندند. در سال ۱۵۵۰، یوشی‌هارو (پدر یوشی‌ترو) درگذشت بدون اینکه بتواند به کیوتو برگردد.
در سال ۱۵۶۴، میوشی ناگایوشی در اثر بیماری درگذشت و یوشی‌ترو فرصت را برای بازگشت اقتدار به رژیم شوگون‌ها مناسب یافت. با این حال، ماتسوناگا هیساهیده و سه عضو خاندان میوشی خواستار حذف یوشی‌ترو از قدرت و جانشینی پسر عموی او آشی‌کاگا یوشی‌هیده به عنوان یک شوگون دست نشانده بودند.
در سال ۱۵۶۵، ماتسوناگا هیساهیده و میوشی یوشیتسوگو مجموعه‌ای از ساختمان‌هایی که شوگون یوشی‌ترو در آن زندگی می‌کرد (که بعدها قلعه نیجو خوانده شد) را محاصره کردند (حادثه ایروکو). در زمان محاصره هیچ کمکی از طرف دایمیو‌ها برای حمایت از شوگون نرسید. در این حمله یوشی‌ترو و چند سربازی که او را حمایت می‌کردند، به قتل رسیدند. یوشی‌ترو در زمان مرگ ۳۰ سال داشت.
سه سال بعد از این واقعه در سال ۱۵۶۸ پسر عمویش آشیکاگا یوشی‌هیده شوگون چهاردهم شد.